# 5. Biathlon-Weltcup 2021/22 (Oberhof)
Der 5. Weltcup der Biathlon-Saison 2021/22 fand in der Lotto Thüringen Arena am Rennsteig von Oberhof statt. Es war traditionell der Auftakt in das neue Kalenderjahr. Die Wettkämpfe wurden zwischen dem 3. und 9. Januar 2022 ausgetragen. Es waren die letzten Wettbewerbe, die in Oberhof vor den Biathlon-Weltmeisterschaften 2023 stattfanden.
Wegen zu warmer Temperaturen wurde der Sprint der Männer nicht wie vorgesehen am Dreikönigstag, sondern am folgenden Freitag ausgetragen.

## Wettkampfprogramm
| Datum        | Männer    | Männer                     | Frauen                     | Frauen                     |
| ------------ | --------- | -------------------------- | -------------------------- | -------------------------- |
| Do, 06.01.22 | 14:15 Uhr | Sprint (10 km) verschoben  |                            |                            |
| Fr, 07.01.22 | 11:30 Uhr | Sprint (10 km)             | 14:15 Uhr                  | Sprint (7,5 km)            |
| Sa, 08.01.22 | 12:15 Uhr | Mixed-Staffel (4 • 7,5 km) | Mixed-Staffel (4 • 7,5 km) | Mixed-Staffel (4 • 7,5 km) |
| Sa, 08.01.22 | 14:45 Uhr | Single-Mixed-Staffel       | Single-Mixed-Staffel       | Single-Mixed-Staffel       |
| So, 09.01.22 | 12:30 Uhr | Verfolgung (12,5 km)       | 14:45 Uhr                  | Verfolgung (10 km)         |

## Teilnehmende Nationen und Athleten
| Nation               | Anzahl               | Athlet | Athletin |
| Europa (22 Nationen) | Europa (22 Nationen) | Europa (22 Nationen) | Europa (22 Nationen) |
| -------------------- | -------------------- | --- | --- |
| Belarus              | 5+6                  | Sergei Botscharnikow, Raman Jaljotnau, Mikita Labastau, Dsmitryj Lasouski, Anton Smolski                                      | Dsinara Alimbekawa, Irina Krutschinkina, Jelena Krutschinkina, Iryna Leschtschanka, Alina Piltschuk, Hanna Sola                     |
| Belgien              | 1+1                  | Florent Claude | Lotte Lie |
| Bulgarien            | 4+3                  | Dimitar Gerdschikow, Wladimir Iliew, Anton Sinapow, Blagoj Todew                                                              | Daniela Kadewa, Marija Sdrawkowa, Milena Todorowa                                                                                   |
| Deutschland          | 6+6                  | Benedikt Doll, Lucas Fratzscher, Johannes Kühn, Erik Lesser, Philipp Nawrath, Roman Rees                                      | Denise Herrmann, Janina Hettich, Franziska Hildebrand, Vanessa Hinz, Vanessa Voigt, Anna Weidel                                     |
| Estland              | 3+3                  | Kalev Ermits, Kristo Siimer, Rene Zahkna                                                                                      | Kadri Lehtla, Regina Oja, Tuuli Tomingas                                                                                            |
| Finnland             | 4+4                  | Olli Hiidensalo, Heikki Laitinen, Jaakko Ranta, Tero Seppälä                                                                  | Mari Eder, Erika Jänkä, Nastassja Kinnunen, Suvi Minkkinen                                                                          |
| Frankreich           | 6+6                  | Fabien Claude, Simon Desthieux, Quentin Fillon Maillet, Antonin Guigonnat, Émilien Jacquelin, Éric Perrot                     | Anaïs Bescond, Paula Botet, Justine Braisaz-Bouchet, Chloé Chevalier, Anaïs Chevalier-Bouchet, Julia Simon                          |
| Italien              | 4+4                  | Didier Bionaz, Thomas Bormolini, Tommaso Giacomel, Dominik Windisch                                                           | Samuela Comola, Federica Sanfilippo, Lisa Vittozzi, Dorothea Wierer                                                                 |
| Lettland             | 2+3                  | Edgars Mise, Aleksandrs Patrijuks                                                                                             | Baiba Bendika, Sandra Buliņa, Sanita Buliņa                                                                                         |
| Litauen              | 4                    | Linas Banys, Karol Dombrovski, Tomas Kaukėnas, Vytautas Strolia                                                               | |
| Moldau               | 2+2                  | Maxim Makarow, Michail Ussow                                                                                                  | Alla Ghilenko, Alina Stremous |
| Norwegen             | 6+6                  | Filip Fjeld Andersen, Sivert Guttorm Bakken, Johannes Thingnes Bø, Tarjei Bø, Vetle Sjåstad Christiansen, Sturla Holm Lægreid | Karoline Erdal, Emilie Ågheim Kalkenberg, Karoline Offigstad Knotten, Ida Lien, Marte Olsbu Røiseland, Ingrid Landmark Tandrevold   |
| Österreich           | 4+4                  | Simon Eder, Patrick Jakob, David Komatz, Felix Leitner                                                                        | Lisa Hauser, Katharina Innerhofer, Christina Rieder, Julia Schwaiger                                                                |
| Polen                | 4+3                  | Jan Guńka, Grzegorz Guzik, Łukasz Szczurek, Marcin Zawół                                                                      | Monika Hojnisz-Staręga, Anna Mąka, Kamila Żuk                                                                                       |
| Rumänien             | (3)+2                | Florin-Catalin Buta, Raul Flore, Hunor Gegő (nur Mixed-Staffel)                                                               | Jelena Tschirkowa, Andreea Mezdrea                                                                                                  |
| Russland             | 6+6                  | Anton Babikow, Said Karimulla Chalili, Alexander Loginow, Alexander Powarnizyn, Daniil Serochwostow, Maxim Zwetkow            | Irina Kasakewitsch, Anastassija Schewtschenko, Swetlana Mironowa, Uljana Nigmatullina, Kristina Reszowa, Walerija Wasnezowa         |
| Schweden             | 6+(7)                | Oskar Brandt, Peppe Femling, Jesper Nelin, Martin Ponsiluoma, Sebastian Samuelsson, Malte Stefansson                          | Mona Brorsson, Anna Magnusson, Stina Nilsson, Elvira Öberg, Hanna Öberg, Linn Persson, Johanna Skottheim (nur Single-Mixed-Staffel) |
| Schweiz              | 3+5                  | Joscha Burkhalter, Sebastian Stalder, Serafin Wiestner                                                                        | Amy Baserga, Aita Gasparin, Elisa Gasparin, Selina Gasparin, Lea Meier                                                              |
| Slowakei             | 3+3                  | Matej Baloga, Šimon Bartko, Michal Šíma                                                                                       | Ivona Fialková, Paulína Fialková, Mária Remeňová                                                                                    |
| Slowenien            | 5+3                  | Klemen Bauer, Miha Dovžan, Jakov Fak, Lovro Planko, Rok Tršan                                                                 | Polona Klemenčič, Nika Vindišar, Kaja Zorč                                                                                          |
| Tschechien           | 5+5                  | Vítězslav Hornig, Michal Krčmář, Jakub Štvrtecký, Adam Václavík, Milan Žemlička                                               | Lucie Charvátová, Markéta Davidová, Jessica Jislová, Eva Puskarčíková, Tereza Vinklárková                                           |
| Ukraine              | 5+5                  | Anton Dudtschenko, Taras Lessjuk, Dmytro Pidrutschnyj, Artem Pryma, Bohdan Zymbal                                             | Olga Abramowa, Ekaterina Bech, Darija Blaschko, Julija Dschyma, Walentyna Semerenko                                                 |
| Amerika (2 Nationen) |                      | | |
| Kanada               | 4+3                  | Jules Burnotte, Trevor Kiers, Adam Runnalls, Matthew Strum                                                                    | Sarah Beaudry, Emily Dickson, Benita Peiffer                                                                                        |
| Vereinigte Staaten   | 3+1                  | Jake Brown, Sean Doherty, Paul Schommer                                                                                       | Susan Dunklee |
| Asien (5 Nationen)   |                      | | |
| Japan                | 3+4                  | Tsukasa Kobonoki, Kōsuke Ozaki, Mikito Tachizaki                                                                              | Hikari Fukuda, Sari Maeda, Fuyuko Tachizaki, Yurie Tanaka                                                                           |
| Kasachstan           | 2+3                  | Ässet Düissenow, Alexander Muchin                                                                                             | Jelisaweta Beltschenko, Darja Klimina, Galina Wischnewskaja-Scheporenko                                                             |
| Mongolei             | 1                    | Enchsaichan Enchbat | |
| Südkorea             | (3)+3                | Timofei Lapschin (nur Staffeln), Lee Su-young, Kim Yong-gyu                                                                   | Jekaterina Awwakumowa, Mun Ji-hee, Kim Seon-su                                                                                      |
| Volksrepublik China  | 3+4                  | Zhang Chunyu, Yan Xingyuan, Cheng Fangming                                                                                    | Meng Fanqi, Li Haorong, Zhang Yan, Chu Yuanmeng                                                                                     |
| Ozeanien (1 Nation)  |                      | | |
| Neuseeland           | 1                    | Campbell Wright | |

## Ausgangslage
Als Führende des Gesamtweltcups gingen Marte Olsbu Røiseland und Émilien Jacquelin an den Start, weiterhin führte die Nationenwertung bei den Männern Norwegen, bei den Frauen Schweden an. 

In der deutschen Mannschaft gab es zwei Wechsel, für Philipp Horn kam Lucas Fratzscher, für die noch pausierende Franziska Preuß Franziska Hildebrand in den Weltcup. Lea Meier gab ihr Weltcupdebüt für die Schweizer Mannschaft, dafür war Lena Häcki nicht am Start, bei den Männern bekam Serafin Wiestner seinen ersten Einsatz der Saison, Niklas Hartweg war nicht am Start. Lukas Hofer ging wegen Formschwäche nicht an den Start, Tiril Eckhoff reiste ebenso nicht nach Oberhof. Der Weltcupfünfte Eduard Latypow und Benjamin Weger durften wegen eines positiven Corona-Tests nicht an den Start gehen.

## Ergebnisse
| 5. Weltcup in Oberhof, 3. bis 9. Januar 2022 | 5. Weltcup in Oberhof, 3. bis 9. Januar 2022 | 5. Weltcup in Oberhof, 3. bis 9. Januar 2022                                            | 5. Weltcup in Oberhof, 3. bis 9. Januar 2022                       | 5. Weltcup in Oberhof, 3. bis 9. Januar 2022                          |
| -------------------------------------------- | -------------------------------------------- | --------------------------------------------------------------------------------------- | ------------------------------------------------------------------ | --------------------------------------------------------------------- |
| Datum                                        | Disziplin                                    | Erster Platz                                                                            | Zweiter Platz                                                      | Dritter Platz                                                         |
| 7. Januar 2022 (Fr.)                         | Sprint (10 km)                               | Alexander Loginow                                                                       | Émilien Jacquelin                                                  | Sturla Holm Lægreid                                                   |
| 7. Januar 2022 (Fr.)                         | Sprint (7,5 km)                              | Marte Olsbu Røiseland                                                                   | Hanna Sola Julia Simon                                             |                                                                       |
| 8. Januar 2022 (Sa.)                         | Mixed-Staffel M-W (4 • 7,5 km)               | NorwegenTarjei Bø Johannes Thingnes Bø Ingrid Landmark Tandrevold Marte Olsbu Røiseland | BelarusMikita Labastau Anton Smolski Dsinara Alimbekawa Hanna Sola | FrankreichAntonin Guigonnat Simon Desthieux Anaïs Bescond Julia Simon |
| 8. Januar 2022 (Sa.)                         | Single-Mixed-Staffel                         | RusslandAnton Babikow Kristina Reszowa                                                  | ÖsterreichSimon Eder Lisa Hauser                                   | UkraineArtem Tyschtschenko Darija Blaschko                            |
| 9. Januar 2022 (So.)                         | Verfolgung (12,5 km)                         | Quentin Fillon Maillet                                                                  | Sebastian Samuelsson                                               | Tarjei Bø                                                             |
| 9. Januar 2022 (So.)                         | Verfolgung (10 km)                           | Marte Olsbu Røiseland                                                                   | Hanna Öberg                                                        | Dsinara Alimbekawa                                                    |

## Verlauf

### Sprint

#### Männer
Start: Freitag, 7. Januar 2022, 11:30 Uhr
| Platz | Sportler               | Zeit    | Schießfehler |
| ----- | ---------------------- | ------- | ------------ |
| 1     | Alexander Loginow      | 27:00,8 | 0+1          |
| 2     | Émilien Jacquelin      | +6,5    | 1+1          |
| 3     | Sturla Holm Lægreid    | +15,1   | 1+0          |
| 4     | Johannes Kühn          | +18,6   | 1+1          |
| 5     | Roman Rees             | +20,2   | 1+0          |
| 6     | Anton Babikow          | +23,0   | 0+0          |
| 7     | Tarjei Bø              | +23,6   | 2+1          |
| 8     | Daniil Serochwostow    | +25,8   | 2+0          |
| 9     | Quentin Fillon Maillet | +29,5   | 1+1          |
| 10    | Filip Fjeld Andersen   | +38,2   | 0+1          |
| 0     |                        |         |              |
| 13    | Thomas Bormolini       | +46,9   | 0+0          |
| 15    | Erik Lesser            | +56,7   | 1+2          |
| 22    | Lucas Fratzscher       | +1:09,9 | 1+1          |
| 29    | Joscha Burkhalter      | +1:24,1 | 2+0          |
| 33    | Dominik Windisch       | +1:34,1 | 2+1          |
| 35    | Tommaso Giacomel       | +1:36,3 | 1+2          |
| 38    | Benedikt Doll          | +1:42,1 | 2+2          |
| 49    | Didier Bionaz          | +2:01,9 | 1+1          |
| 50    | Felix Leitner          | +2:04,7 | 1+1          |
| 55    | Simon Eder             | +2:10,3 | 1+1          |
| 88    | Patrick Jakob          | +3:46,2 | 0+2          |
| 89    | David Komatz           | +3:49,3 | 2+2          |
| 99    | Serafin Wiestner       | +4:26,2 | 3+2          |
| 101   | Sebastian Stalder      | +4:42,2 | 1+4          |

Gemeldet und am Start: 109 
 Nicht beendet:  Karol Dombrovski
Alexander Loginow konnte zum zweiten Mal in seiner Karriere einen Sprint in Oberhof gewinnen, auf der Schlussrunde setzte er sich gegen Émilien Jacquelin durch. Die Top 10 wurde von nur vier Nationen gestellt, Roman Rees konnte hier sein bestes Saisonresultat erzielen. Einige Athleten konnten bei schwierigen Bedingungen ihr bestes Karriereresultat erzielen, so zum Beispiel Daniil Serochwostow, Rene Zahkna, Fangming Cheng, Thomas Bormolini und Joscha Burkhalter, die sich alle unter den besten 30 platzierten.

#### Frauen
Start: Freitag, 7. Januar 2022, 14:15 Uhr
| Platz | Sportler                   | Zeit    | Schießfehler |
| ----- | -------------------------- | ------- | ------------ |
| 1     | Marte Olsbu Røiseland      | 23:30,1 | 1+0          |
| 2     | Hanna Sola                 | +7,1    | 2+0          |
| 2     | Julia Simon                | +7,1    | 0+1          |
| 4     | Dsinara Alimbekawa         | +22,6   | 0+2          |
| 5     | Ingrid Landmark Tandrevold | +23,1   | 0+1          |
| 6     | Anaïs Chevalier-Bouchet    | +26,3   | 1+0          |
| 7     | Kristina Reszowa           | +26,6   | 0+2          |
| 8     | Mari Eder                  | +28,4   | 1+0          |
| 9     | Hanna Öberg                | +33,5   | 1+1          |
| 10    | Dorothea Wierer            | +37,9   | 0+1          |
| 0     |                            |         |              |
| 12    | Vanessa Voigt              | +44,8   | 0+0          |
| 18    | Lisa Hauser                | +1:07,4 | 1+1          |
| 25    | Vanessa Hinz               | +1:18,2 | 0+2          |
| 26    | Denise Herrmann            | +1:18,5 | 1+2          |
| 44    | Lotte Lie                  | +1:39,8 | 1+0          |
| 46    | Franziska Hildebrand       | +1:42,9 | 1+1          |
| 48    | Amy Baserga                | +1:49,7 | 0+0          |
| 49    | Lisa Vittozzi              | +1:50,7 | 3+0          |
| 56    | Janina Hettich             | +2:04,9 | 1+3          |
| 63    | Katharina Innerhofer       | +2:23,2 | 2+2          |
| 67    | Lea Meier                  | +2:28,5 | 1+0          |
| 69    | Aita Gasparin              | +2:32,5 | 1+1          |
| 70    | Elisa Gasparin             | +2:35,2 | 0+3          |
| 71    | Julia Schwaiger            | +2:42,6 | 1+1          |
| 73    | Federica Sanfilippo        | +2:45,6 | 3+1          |
| 80    | Selina Gasparin            | +3:14,8 | 1+4          |
| 83    | Samuela Comola             | +3:23,1 | 2+2          |
| 90    | Christina Rieder           | +3:47,7 | 1+1          |
| DNF   | Anna Weidel                |         | 1            |

Gemeldet und am Start: 104 
 Nicht beendet:  Anna Weidel
Zum ersten Mal in dieser Saison gab es zwei zweite Plätze, Hanna Sola und Julia Simon reihten sich zeitgleich hinter Marte Olsbu Røiseland ein. Ingrid Landmark Tandrevold und Mari Eder erzielten ihr bis hierhin bestes Ergebnis der Saison. Beste Deutsche wurde Vanessa Voigt auf Rang 12, beste Österreicherin Lisa Hauser auf Rang 18. In Abwesenheit von Lena Häcki konnte für die Schweizer Mannschaft nur Amy Baserga den Verfolger erreichen. Anna Weidel musste das Rennen wegen eines Sturzes frühzeitig beenden.

### Mixed-Staffel
Start: Samstag, 8. Januar 2022, 12:15 Uhr
| Platz | Land        | Sportler                                                                        | Zeit      | Strafrunden + Nachlader         |
| ----- | ----------- | ------------------------------------------------------------------------------- | --------- | ------------------------------- |
| 1     | Norwegen    | Tarjei Bø Johannes Thingnes Bø Ingrid Landmark Tandrevold Marte Olsbu Røiseland | 1:28:51,4 | 0+0 0+2 0+1 0+1 0+0 0+1 0+0 0+1 |
| 2     | Belarus     | Mikita Labastau Anton Smolski Dsinara Alimbekawa Hanna Sola                     | +23,1     | 0+0 0+1 0+0 0+0 0+0 0+1 0+1 0+2 |
| 3     | Frankreich  | Antonin Guigonnat Simon Desthieux Anaïs Bescond Julia Simon                     | +2:01,3   | 0+1 0+0 0+2 0+0 0+2 0+1 0+3 0+2 |
| 4     | Schweden    | Sebastian Samuelsson Martin Ponsiluoma Hanna Öberg Elvira Öberg                 | +2:08,4   | 0+1 2+3 0+1 0+0 1+3 0+1 0+1 0+0 |
| 5     | Russland    | Maxim Zwetkow Alexander Powarnizyn Irina Kasakewitsch Walerija Wasnezowa        | +2:08,9   | 0+2 0+0 0+2 0+0 0+0 0+2 0+1 0+2 |
| 6     | Deutschland | Roman Rees Benedikt Doll Vanessa Voigt Vanessa Hinz                             | +2:10,7   | 0+1 0+0 0+1 0+2 0+1 0+0 0+0 0+1 |
| 7     | Italien     | Thomas Bormolini Dominik Windisch Dorothea Wierer Lisa Vittozzi                 | +2:43,1   | 0+3 0+1 0+1 0+1 0+2 0+1 0+1 0+1 |
| 8     | Finnland    | Tero Seppälä Olli Hiidensalo Suvi Minkkinen Mari Eder                           | +3:09,7   | 0+0 0+1 0+0 0+0 0+1 0+3 0+1 0+3 |
| 9     | Tschechien  | Jakub Štvrtecký Michal Krčmář Markéta Davidová Jessica Jislová                  | +3:18,3   | 0+2 0+2 0+0 0+2 0+0 0+1 0+0 0+3 |
| 10    | Ukraine     | Artem Pryma Dmytro Pidrutschnyj Walentyna Semerenko Julija Dschyma              | +4:00,9   | 0+3 0+1 0+2 0+1 0+0 0+2 0+0 0+3 |
| 11    | Österreich  | David Komatz Felix Leitner Julia Schwaiger Katharina Innerhofer                 | +4:26,5   | 0+2 0+1 0+0 0+1 0+0 0+2 0+1 0+3 |
| 0     |             |                                                                                 |           |                                 |
| 16    | Schweiz     | Sebastian Stalder Serafin Wiestner Elisa Gasparin Aita Gasparin                 | +6:19,2   | 0+0 0+0 0+1 0+2 0+0 0+0 0+0 1+3 |

Gemeldet und am Start: 24 Nationen 
 Überrundet: 3 
 Disqualifiziert:  Japan
Die erste Mixed-Staffel der Saison brachte einen relativ ungefährdeten Sieg für das Team aus Norwegen. Die belarussische Staffel hingegen konnte zum ersten Mal überhaupt eine Mixed-Staffel im regulären Weltcup auf einem Podest abschließen, nur 2008 war es einer Mannschaft in der WM-Staffel schon einmal gelungen. Elvira Öberg konnte dank einer erneut wahnsinnig starken Laufleistung drei Strafrunden ihres Teams in der Loipe gutmachen und verpasste das Podest, welches Frankreich komplettierte, nur knapp.

### Single-Mixed-Staffel
Start: Samstag, 8. Januar 2022, 14:45 Uhr
| Platz | Land                | Sportler                               | Zeit    | Strafrunden + Nachlader             |
| ----- | ------------------- | -------------------------------------- | ------- | ----------------------------------- |
| 1     | Russland            | Anton Babikow Kristina Reszowa         | 41:37,1 | 0+1 0+2 / 0+2 0+0 1+3 0+1 / 0+1 0+2 |
| 2     | Österreich          | Simon Eder Lisa Hauser                 | +41,5   | 0+1 0+0 / 0+0 0+2 0+2 1+3 / 0+2 0+3 |
| 3     | Ukraine             | Artem Tyschtschenko Darija Blaschko    | +1:03,6 | 0+2 0+2 / 0+2 0+1 0+0 0+2 / 0+1 0+2 |
| 4     | Belarus             | Dsmitryj Lasouski Jelena Krutschinkina | +1:15,2 | 0+1 0+2 / 0+1 0+1 0+0 1+3 / 0+3 0+0 |
| 5     | Schweden            | Jesper Nelin Johanna Skottheim         | +1:23,6 | 0+0 0+1 / 0+1 2+3 0+3 0+1 / 0+1 0+2 |
| 6     | Belgien             | Florent Claude Lotte Lie               | +1:24,8 | 0+2 0+3 / 0+1 0+0 0+1 0+1 / 0+2 0+3 |
| 7     | Deutschland         | Erik Lesser Franziska Hildebrand       | +1:25,7 | 0+0 0+1 / 0+2 0+1 0+2 0+0 / 0+3 0+2 |
| 8     | Schweiz             | Joscha Burkhalter Amy Baserga          | +1:30,4 | 0+2 0+1 / 0+3 1+3 0+2 0+1 / 0+1 0+0 |
| 9     | Slowakei            | Michal Šíma Ivona Fialková             | +1:40,7 | 0+2 0+3 / 0+1 0+2 0+1 1+3 / 0+0 0+2 |
| 10    | Volksrepublik China | Yan Xingyuan Meng Fanqi                | +1:42,9 | 0+0 0+2 / 0+0 0+2 0+1 0+0 / 0+1 0+1 |
| 0     |                     |                                        |         |                                     |
| 14    | Italien             | Tommaso Giacomel Federica Sanfilippo   | +2:10,1 | 0+1 3+3 / 0+2 0+2 0+3 0+1 / 0+3 1+3 |

Gemeldet und am Start: 27 Nationen
Bei sehr schwierigen Bedingungen blieben nur wenige Staffeln ohne Strafrunden. Russland und Österreich liefen jeweils trotz einer solchen auf Rang eins und zwei. Die ukrainische Staffel kompensierte ihre läuferischen Defizite mit einer guten Schießleistung und komplettierte das Podest. Außerdem war der sechste Rang für die Staffel Belgiens ein historisch gutes Ergebnis.

### Verfolgung

#### Männer
Start: Sonntag, 9. Januar 2022, 12:30 Uhr
| Platz | Sportler               | Zeit    | Schießfehler |
| ----- | ---------------------- | ------- | ------------ |
| 1     | Quentin Fillon Maillet | 36:48,3 | 2+0+0+0      |
| 2     | Sebastian Samuelsson   | +9,9    | 0+0+1+0      |
| 3     | Tarjei Bø              | +15,6   | 0+1+2+0      |
| 4     | Sturla Holm Lægreid    | +15,7   | 0+2+2+0      |
| 5     | Alexander Loginow      | +18,5   | 0+0+1+3      |
| 6     | Roman Rees             | +44,9   | 1+2+0+0      |
| 7     | Fabien Claude          | +51,8   | 1+0+0+1      |
| 8     | Erik Lesser            | +55,1   | 0+0+1+2      |
| 9     | Florent Claude         | +1:11,3 | 0+0+1+1      |
| 10    | Anton Babikow          | +1:19,1 | 1+0+3+0      |
| 0     |                        |         |              |
| 14    | Thomas Bormolini       | +1:38,4 | 0+1+3+1      |
| 15    | Benedikt Doll          | +1:40,8 | 0+1+1+1      |
| 16    | Felix Leitner          | +1:43,2 | 0+1+1+1      |
| 22    | Johannes Kühn          | +2:01,5 | 2+0+2+2      |
| 25    | Philipp Nawrath        | +2:15,1 | 0+1+1+1      |
| 29    | Tommaso Giacomel       | +2:58,5 | 1+1+1+2      |
| 41    | Joscha Burkhalter      | +3:39,5 | 2+2+0+1      |
| 42    | Dominik Windisch       | +3:43:2 | 1+1+4+1      |
| 49    | Didier Bionaz          | +4:20,5 | 2+0+2+1      |
| 52    | Lucas Fratzscher       | +5:21,5 | 0+2+3+1      |
| DNS   | Simon Eder             |         |              |

Gemeldet: 60 
 Nicht am Start: 2 
 Nicht beendet:  Raman Jaljotnau
Sprintsieger Alexander Loginow war bis zum letzten Schießen auf Kurs zum erneuten Sieg, verpasste dort allerdings drei Scheiben, und überließ das Podest Quentin Fillon Maillet, Sebastian Samuelsson und Tarjei Bø, auch Sturla Holm Lægreid konnte sich noch vor den Russen schieben. Mit Rees und Lesser platzierten sich gleich zwei Deutsche in den Top 10. Der Belgier Florent Claude erreichte hier sein bestes Karriereergebnis. Der Russe Maxim Zwetkow konnte in seinem zweiten Weltcupeinzel nach fast drei Jahren Abstinenz vom Profisport von Rang 52 auf 12 laufen.

#### Frauen
Start: Sonntag, 9. Januar 2022, 14:45 Uhr
| Platz | Sportler                   | Zeit    | Schießfehler |
| ----- | -------------------------- | ------- | ------------ |
| 1     | Marte Olsbu Røiseland      | 33:18,8 | 0+1+1+0      |
| 2     | Hanna Öberg                | +33,4   | 0+1+0+1      |
| 3     | Dsinara Alimbekawa         | +42,7   | 1+0+0+1      |
| 4     | Julia Simon                | +51,2   | 2+0+0+1      |
| 5     | Anaïs Chevalier-Bouchet    | +59,7   | 1+0+0+0      |
| 6     | Lisa Hauser                | +1:21,9 | 1+0+0+0      |
| 7     | Elvira Öberg               | +1:43,9 | 1+1+0+1      |
| 8     | Markéta Davidová           | +1:46,2 | 2+0+0+1      |
| 9     | Ingrid Landmark Tandrevold | +2:05,6 | 1+1+1+2      |
| 10    | Mona Brorsson              | +2:11,5 | 0+1+1+2      |
| 0     |                            |         |              |
| 12    | Vanessa Voigt              | +2:17,5 | 0+1+1+0      |
| 15    | Dorothea Wierer            | +2:25,0 | 3+2+0+0      |
| 20    | Franziska Hildebrand       | +2:57,1 | 0+0+0+2      |
| 32    | Lotte Lie                  | +4:02,9 | 0+0+1+1      |
| 41    | Denise Herrmann            | +4:36,5 | 2+1+3+2      |
| 46    | Amy Baserga                | +4:58,0 | 1+0+0+1      |
| 48    | Janina Hettich             | +4:59,2 | 1+0+3+1      |
| DNS   | Lisa Vittozzi              |         |              |

Gemeldet: 60 
 Nicht am Start: 3 
 Überrundet:  Emily Dickson
In Abwesenheit der Sprintzweiten Hanna Sola hatte Marte Olsbu Røiseland keine größeren Probleme, auch die Verfolgung zu gewinnen. Dsinara Alimbekawa erreichte hinter Hanna Öberg zum ersten Mal in der Saison das Podest. Die größte Aufholjagd gelang Monika Hojnisz-Staręga, die von 47 auf 13 lief. Auch Franziska Hildebrand konnte mit ihrem 20. Rang ein gutes Ergebnis erzielen.

## Auswirkungen
| Rang | Name                    | Punkte | Siege | Verän- derung |
| ---- | ----------------------- | ------ | ----- | ------------- |
| 1    | Marte Olsbu Røiseland   | 537    | 5     |               |
| 2    | Elvira Öberg            | 449    | 2     |               |
| 3    | Dsinara Alimbekawa      | 418    | 0     |               |
| 4    | Hanna Öberg             | 404    | 1     |               |
| 5    | Lisa Hauser             | 382    | 1     |               |
| 6    | Hanna Sola              | 374    | 1     |               |
| 7    | Anaïs Chevalier-Bouchet | 307    | 0     |               |
| 8    | Kristina Reszowa        | 297    | 0     |               |
| 9    | Anaïs Bescond           | 292    | 0     |               |
| 10   | Markéta Davidová        | 291    | 1     |               |

| Rang | Name                       | Punkte | Siege | Verän- derung |
| ---- | -------------------------- | ------ | ----- | ------------- |
| 1    | Quentin Fillon Maillet     | 461    | 3     |               |
| 2    | Émilien Jacquelin          | 449    | 1     |               |
| 3    | Sebastian Samuelsson       | 425    | 2     |               |
| 4    | Tarjei Bø                  | 404    | 0     |               |
| 5    | Vetle Sjåstad Christiansen | 378    | 1     |               |
| 6    | Sturla Holm Lægreid        | 344    | 1     |               |
| 7    | Johannes Thingnes Bø       | 343    | 1     |               |
| 8    | Eduard Latypow             | 336    | 0     |               |
| 9    | Alexander Loginow          | 314    | 1     |               |
| 10   | Johannes Kühn              | 279    | 1     |               |

## Debütanten
Folgende Athleten nahmen zum ersten Mal an einem Biathlon-Weltcup teil. Dabei kann es sich sowohl um Individualrennen, als auch um Staffelrennen handeln.
| Männer              | Frauen          |
| ------------------- | --------------- |
| Jan Guńka           | Alina Piltschuk |
| Marcin Zawół        | Paula Botet     |
| Hunor Gegő          | Sandra Bulina   |
| Enchsaichan Enchbat | Lea Meier       |
|                     | Hikaru Fukuda   |
|                     | Li Haorong      |